# آندری زینچنکو
آندری زینچنکو (روسی: Андрей Зинченко؛ زادهٔ ۵ ژانویهٔ ۱۹۷۲) دوچرخه‌سوار اهل روسیه است.